# Presidentvalet i Ryssland 1991
Presidentvalet i Ryssland 1991 hölls den 12 juni 1991. Valet vanns av Boris Jeltsin med 58,6 % av rösterna mot Nikolaj Ryzjkov från kommunistpartiet som fick 17,2 % och Vladimir Zjirinovskij från det högernationalistiska Liberaldemokratiska partiet som fick 8,0% av rösterna. Valet var det första presidentvalet någonsin i Ryssland och ägde rum inom ramen för det politiska systemet i Sovjetunionen. Ryssland var vid tiden en av många delrepubliker, och Boris Jeltsin blev alltså president för Ryska SFSR.
Mellan den 19-21 augusti försökte en rad kommunister att genomföra en statskupp för att hejda den förändring Gorbatjov satt igång genom glasnost och perestrojka. Kuppmakarna satte Gorbatjov i husarrest på Krim, men han släpptes snart när kuppen misslyckades att få stöd från militären. Snarare än att hindra utvecklingen så tycks kuppen ha påskyndat Sovjetunionens upplösning. Som nybliven president blev Jeltsin en viktig motståndare mot kuppen. Särskilt kända blev TV-bilderna på honom när han höll ett tal stående på en stridsvagn.
Michail Gorbatjov avgick på juldagen 1991 som president för Sovjetunionen. I och med hans avgång var befästes Rysslands (och de andra delrepublikernas) formella självständighet och Sovjetunionen upplöstes definitivt.